# Rutland Herald
Le Rutland Herald   est un quotidien américain basé à Rutland, dans l'État du Vermont, aux États-Unis. Il est le plus ancien quotidien des États-Unis, publié sous le même nom dans la même ville. Il a été fondé en 1794 par le pasteur Samuel Williams.
Aujourd'hui, le Rutland Herald est devenu le deuxième plus grand quotidien de l'État du Vermont (après le quotidien The Burlington Free Press) avec un tirage quotidien d'environ 12 000 copies en semaine et de 17 000 le dimanche. Sa présentation est de grand format et il est distribué en kiosque dans les villes du sud de l'État du Vermont, en plus d’être disponible à la livraison à domicile. Il existe aussi une version web du quotidien.

## Histoire du quotidien
Le quotidien fait ses débuts le 8 décembre 1794. Le rédacteur en chef est le pasteur Samuel Williams, un fédéraliste en faveur de l'Union de 1791. Le contenu du journal traite à peine des nouvelles locales ou des problèmes de l’État du Vermont, la majeure partie des pages sont consacrées à des fables, des poèmes et des homélies religieuses et à la Bible.
L'arrivée de George Beaman au journal (de 1844-1856) fournit un contenu plus politique et plus économique aux pages du quotidien. Beaman est un abolitionniste qui veut obtenir une influence sur le parti whig (qui devint plus tard le parti républicain), avec ses idées anti-esclavagistes. Ceci coïncide avec l'arrivée de la voie ferrée à Rutland qui contribue au développement des industries locales. Pendant l'ère de George et Albert Tuttle (père et fils) comme rédacteurs en chef (de 1856-1882), le Rutland Herald fournit de nombreux reportages sur la guerre civile américaine. Le quotidien est affaibli au cours de la dépression d'après-guerre civile par plusieurs journaux concurrents qui voient le jour. Le quotidien se cherche de nouveaux investisseurs. En 1877, son principal concurrent, The Globe, fusionne avec le Rutland Herald. Percival W. Clément, un homme d'affaires de Rutland, devient rédacteur en chef au Rutland Herald de 1882 à 1927. Clément possède également l'entreprise de chemins de fer Railroad Rutland, la banque régionale Clement National Bank et des investissements dans l'immobilier via l'entreprise New York real estate. Il utilise le quotidien pour soutenir ses propres projets et ses aspirations politiques.  Clément occupe plusieurs postes politiques, et tente de se faire élire à trois reprises au poste de gouverneur du Vermont avant d'être élu en 1918 à l'âge de 73 ans comme 57e gouverneur.
Le temps de William H. Field et son fils William Jr (de 1927-1947) à la direction du journal est une époque de professionnalisme et d'indépendance journalistique. Originaire de Rutland, William H. Field a eu auparavant une carrière de journaliste avec le Chicago Tribune et a été cofondateur du New York Daily News avant de retourner vivre à Rutland. Au Rutland Herald, il commence un service de publicité de petites annonces, des opérations commerciales modernisés et écrit l'éditorial du quotidien. De plus, il déplace les bureaux du quotidien au 27 Wales Street, Rutland, l'emplacement actuel du quotidien. En 1948, Robert W. Mitchell devient propriétaire-éditeur en partenariat avec Leroy Noble (le directeur commercial). Ces deux personnes avaient été amenées de Chicago par Williams H. Field. Mitchell a commencé avec le Rutland Herald en 1935 comme journaliste au bureau de Montpellier, ville où siège l'Assemblée générale du Vermont. Mitchell devient rédacteur en chef en 1941 et agit comme éditeur pendant la Seconde Guerre mondiale, quand William Field Jr absent, est enrôlé dans l'armée américaine. Après la guerre, Mitchell joue un rôle de leadership dans la reconstruction de l'économie de Rutland, qui subit une inondation en 1947 et perd la plupart de ses sources d'emploi - chemins de fer, travail de la pierre et industries des « cheminées ». Il écrit de nombreux éditoriaux qui favorisent l'économie locale et vise à rétablir la confiance des gens dans leur région. Ses éditoriaux soutiennent également l'industrie naissante du ski dans les montagnes Vertes et la construction de routes modernes. Mitchell s'oppose aux grandes « chaînes » de journaux américains. En 1964, le Rutland Herald fait l'acquisition du Times Argus des villes Barre-Montpelier afin de le garder indépendant des grandes chaines et préserver le caractère local du travail journalistique. En 1975, les deux quotidiens lancent une édition conjointe le dimanche, édition qui existe toujours sous le nom de Vermont Today. Dans la même philosophie, Mitchell acquit en 1986 les intérêts du groupe Noble dans deux petits journaux hebdomadaires régionaux. Robert W. Mitchell décède en 1993, et son fils, John Mitchell, éditeur depuis 1978 du Times Argus, lui succède au Rutland Herald.

## Contenu du quotidien
Au cours des dernières décennies, le Rutland Herald s'est transformé en quotidien régional, ne couvrant pas beaucoup l'actualité nationale américaine et internationale. Le Rutland Herald est la principale source de nouvelles locales orientées vers l’État de Vermont. Ses pages couvrent l'économie locale, la politique municipale et régionale, la politique de la législature du Vermont, la culture et le divertissement, la télévision et les médias communautaires, les sports amateurs locaux. De nombreux reportages sont réalisés sur la vie citoyenne. De plus, le quotidien fait place à des récits de vie sur des individus s'illustrant dans la région. Il y a une importante section d'annonces classées et la publicité abonde. Elle est visible sous forme de petites annonces et de publireportages. Les nouvelles internationales occupent un espace minime dans les pages du quotidien sauf dans les éditoriaux. 
Le journal publie les blogs de ses chroniqueurs dans l'édition imprimée et sur le net :
- Darren Marcy et Cristina Kumka, Vermont Today
- Vyto starinskas, Vyto Unplugged
- Keith Vance, on Montpecular
- Gordon Dritschilo, Writing on the Hall
- Anna Grearson, On Deck Online
- Vet's View
- Ralph Pace, Black River Today
- Thatcher Moats, Rob Mitchell, Peter Hirschfeld, Vermont View

## Personnalités du Rutland Herald
- En 2001, le Rutland Herald remporte un prix Pulitzer pour le travail du journaliste David Moats pour sa série d'articles défendant les unions maritales civiles au Vermont[7]. C'est le premier Pulitzer attribué à un journal du Vermont.

- Le dessinateur Jeff Danziger commence sa carrière avec le Rutland Herald en 1975 et contribue encore avec ses caricatures[8]. Il dessine dans le quotidien, une série hebdomadaire intitulée « The Teeds: Tales of Agriculture for the Young and Old' »[9].

- En 2007, la journaliste Susan Youngwood détaille dans un article les positions des professeurs du Middlebury College sur le Wikipédia[10]. Cet article est devenu une source souvent citée dans la langue anglaise lors des discussions entourant Wikipédia[11].